# Escuintla (Guatemala)
Escuintla è un comune del Guatemala, capoluogo del dipartimento omonimo.